# 국제공인투자분석사
국제공인투자분석사(Certified International Investment Analyst, CIIA)는 국제공인 투자/재무분석사를 지칭하는 전문자격증이다. 세계 각국의 증권분석사회에 소속된 회원중 국제공인투자분석사 최종시험(3차)에 합격한 자에 대해 국제금융시장에서 통용되는 국제공인투자분석사 (CIIA)로 인정하는 전문자격제도이다.

## 같이 보기
- 국제재무분석사(CFA)
- 미국공인가치평가사(CVA)
- 국제가치평가사(ICVS)
- 국제재무위험관리사(FRM)
- 미국 세무사(EA)
- 최고재무책임자
- 경영학 석사(MBA)
- 경영공학석사
- 기업·기술가치평가사